# Seivåg
Seivåg est une localité du comté de Nordland, en Norvège.

## Géographie
Administrativement, Seivåg fait partie de la kommune de Bodø.